# Ignacy Krasicki
Conde Ignacy Błażej Franciszek Krasicki (Dubiecko, Galitzia, 3 de febrero de 1735-Berlín, 14 de marzo de 1801) fue un escritor polaco de la Ilustración.

## Biografía
Descendiente de una familia aristocrática empobrecida, Krasicki fue destinado a la carrera eclesiástica: estudió con los jesuitas de Leópolis y después en el seminario de Varsovia (1751-54). Ordenado sacerdote en 1759 continuó su educación en Roma (1759-61). Capellán de corte del último soberano polaco, Estanislao II Poniatowski, fue cofundador de El Monitor, el importante periódico de la Ilustración polaca patrocinado por el rey, y fue nombrado obispo del voivodato de Varmia y Masuria en 1766 a la temprana edad de 32 años y hecho miembro del Senado de la República de las Dos Naciones. Después de que en 1772 su diócesis fuera anejada a la Prusia de Federico II el Grande, con el cual mantuvo óptimas relaciones, Krasicki fue nombrado en 1795 arzobispo de Gniezno y primado de Polonia. En 1786 fue nombrado miembro de la Academia de las Artes de Berlín (Akademie der Künste). Tras su muerte el 14 de marzo de 1801, fue sepultado en la Catedral de Santa Eduvigis.
Krasicki es considerado como el principal poeta («el príncipe de los poetas») de la literatura polaca de la Ilustración. Se le conoce como el La Fontaine polaco por sus fábulas y parábolas. Es el autor de la primera novela polaca, las Mikołaja Doświadczyńskiego przypadki ("Aventuras de Nicolás Experiencia", 1770) escrita en forma de diario y dividida en tres partes, la segunda de las cuales transcurre en una isla imaginaria cuyos habitantes viven una vida sencilla y simple, a imitación del Rasselas de Johnson; los acontecimientos transforman al protagonista de un aristócrata retrógrado e ignorante en un hombre sabio e ilustrado; otra novela Pan Podstoli apareció en tres partes, 1778, 1784 y una última póstuma en 1803. Escribió en especial parodias de poemas de épica culta, como la Monachomaquia ("La guerra de los monjes", 1778), que causó un gran escándalo cuando apareció por su ácida crítica contra los monjes ignorantes y disolutos, a lo cual el autor respondió con una Antymonachomachia, o La ratoneida (1775), que es anterior y constituye en realidad una alegoría de la anarquía política polaca. Sería sin embargo en la epopeya La campaña de Chocim (1780). Suya es la frase, que llegó a hacerse proverbial en polaco, de que "mejor vale divergir al aire libre que concordar tras los barrotes", extraída de la fábula "El jilguero y el mirlo". Krasicki tradujo además algunas obras del francés y del griego al polaco (Plutarco, Luciano de Samosata, los Cantos de Ossian desde el francés).

## Obras
- Mikołaja Doświadczyńskiego przypadki ("Aventuras de Nicolás Experiencia", 1770), novela.
- Pan Podstoli (I, 1778; II, 1784; y III, 1803).
- La campaña de Chocim (Wojna chocimska, 1780).
- Monachomaquia ("La guerra de los monjes", 1778).
- Myszeidos ("La ratoneida", 1775).
- Los golpes de fortuna, comedia en prosa.
- Historia (1779)
- Fábulas y Parábolas (Bajki i przypowieści, 1779)
- Sátiras (Satyry, 1779)
- Nuevas fábulas (Bajki nowe, publicada póstumamente, 1802).